# Convoi HX 228
HX-228 est un convoi maritime allié nord-atlantique de la série de convois HX pendant la bataille de l'Atlantique durant la Seconde Guerre mondiale. C'est l'un des quatre convois engagés dans une bataille navale durant le mois de crise de 1943 et il est notable pour la perte du commandant chef de groupe d'escorte AA "Harry" Tait.

## Contexte
Le HX-228 est un convoi de traversée ouest-est de 60 navires, plus des contingents locaux, qui quitte New York le 28 février 1943 à destination de Liverpool. Il transporte du matériel de guerre.
| Nom                         | Pavillon    | Tonnage | Destination          | Notes                                               |
| --------------------------- | ----------- | ------- | -------------------- | --------------------------------------------------- |
| Moveria (1925)              | Royaume-Uni | 4867    | Mersey               | navire de passagers                                 |
| Empire Envoy (1942)         | Royaume-Uni | 7046    | Clyde                | navire mixte grains/passagers                       |
| Gaelic Star (1917)          | Royaume-Uni | 5596    | Mersey               | navire réfrigéré                                    |
| Joaquin Miller (1942)       | États-Unis  | 7181    | Loch Ewe             | Cargo d'acier                                       |
| Nigerstroom (1939)          | Pays-Bas    | 4639    | Clyde                |                                                     |
| Tucurinca (1926)            | Royaume-Uni | 5412    | Belfast              | navire de passagers - coulé le 10 mars par le U-221 |
| Tetela (1926)               | Royaume-Uni | 5389    | Mersey               | navire réfrigéré mixte                              |
| Cairnesk (1926)             | Royaume-Uni | 5007    | Loch Ewe             |                                                     |
| African Star (1942)         | États-Unis  | 6507    | Mersey               |                                                     |
| Consuelo (1937)             | Royaume-Uni | 4847    | Belfast              |                                                     |
| Sinclair Opaline (1941)     | États-Unis  | 7874    | Belfast              | Fuel marin                                          |
| William C. Gorgas (1943)    | États-Unis  | 7197    | Belfast              | Explosifs - coulé le 11 mars par le U-757           |
| Henry Wynkoop (1942)        | États-Unis  | 7176    | Belfast              |                                                     |
| Lucerna (1930)              | Royaume-Uni | 6556    | Clyde                | Essence aviation                                    |
| Mijdrecht (1931)            | Pays-Bas    | 7493    | Clyde                | Pétrole                                             |
| Gulf Gem (1920)             | États-Unis  | 6917    | Londonderry          | Fuel                                                |
| Standella (1936)            | Royaume-Uni | 6197    | Mersey               | Essence                                             |
| Tjisalak (1917)             | Pays-Bas    | 5787    | Mersey               |                                                     |
| Lista (1920)                | Norvège     | 3671    | Mersey               | explosifs                                           |
| Naticina (1943)             | Royaume-Uni | 8179    | Manchester           | Essence aviation                                    |
| Martin Bakke (1936)         | Norvège     | 5484    | Mersey               | mixte - 10 passagers                                |
| Trondheim (1939)            | Norvège     | 8258    | Belfast              | Essence                                             |
| Montevideo (1928)           | Norvège     | 4639    | Mersey               | explosifs                                           |
| William L. Smith (1943)     | États-Unis  | 7196    | Belfast              | explosifs                                           |
| Jamaica Producer (1934)     | Royaume-Uni | 5464    | Belfast              | passagers - endommagé le 11 mars par le U-590       |
| Stanlodge (1943)            | Royaume-Uni | 5977    | Loch Ewe             | navire de grains                                    |
| Essex Trader (1943)         | Royaume-Uni | 7237    | Manchester           | Farine                                              |
| Corilla (1939)              | Pays-Bas    | 8096    | Clyde                | Essence aviation                                    |
| Fagerfjell (1935)           | Norvège     | 8072    | Mersey               | Fuel                                                |
| Gloucester (1941)           | Royaume-Uni | 8532    | Mersey               | navire réfrigéré                                    |
| Noesa Niwi (1936)           | Pays-Bas    | 6737    | Belfast              | explosifs                                           |
| Dorcasia (1938)             | Royaume-Uni | 8053    | Clyde                | Essence                                             |
| Felipe De Neve (1942)       | États-Unis  | 7176    | Holyhead             | explosifs                                           |
| Naranio (1943)              | Royaume-Uni | 8134    | Mersey               | pétrole                                             |
| Walter Jennings (1921)      | États-Unis  | 9564    | Belfast              | Essence aviation                                    |
| Port Halifax (1937)         | Royaume-Uni | 5820    | Belfast              | Cuivre                                              |
| Medina (1914)               | États-Unis  | 5426    | Islande via Loch Ewe |                                                     |
| San Andres (1921)           | Norvège     | 1975    | Clyde                | Sucre                                               |
| Miralda (1936)              | Royaume-Uni | 8013    | Loch Ewe             | Fuel                                                |
| Chantilly (1922)            | Royaume-Uni | 10065   | Clyde                | transport de troupe militaire                       |
| Empire Collins (1942)       | Royaume-Uni | 9796    | Mersey               | Essence aviation                                    |
| Andrea F. Luckenbach (1919) | États-Unis  | 6565    | Mersey               | Explosifs - coulé le 10 mars par le U-221           |
| Lancastrian Prince (1940)   | Royaume-Uni | 1914    | Mersey               | explosifs                                           |
| Vav (1931)                  | Norvège     | 6415    | Mersey               | Fuel diesel                                         |
| Nueva Granada (1937)        | Norvège     | 9968    | Clyde                | Fuel                                                |
| San Vulfrano (1942)         | Royaume-Uni | 8167    | Belfast              | Essence                                             |
| Empire Opal (1941)          | Royaume-Uni | 9811    | Belfast              | Essence aviation                                    |
| Gdynia (1936)               | Suède       | 1636    | Belfast              | navire réfrigéré                                    |
| Argolikos (1921)            | Grèce       | 4786    | Loch Ewe             |                                                     |
| Hopecrest (1935)            | Royaume-Uni | 5099    | Loch Ewe             | grain                                               |
| Stuart Prince (1940)        | Royaume-Uni | 1911    | Mersey               |                                                     |
| Aalsum (1922)               | Pays-Bas    | 5418    | Clyde                | explosives                                          |
| Lawton B. Evans (1943)      | États-Unis  | 7197    | Clyde                | Munitions - endommagé le 10 mars par le U-221       |
| Orangeleaf (1917)           | Royaume-Uni | 5983    | Clyde                | Fuel                                                |
| Ocean Vanity (1942)         | Royaume-Uni | 7174    | Mersey               | grain                                               |
| British Statesman (1923)    | Royaume-Uni | 6991    | Belfast              | Pétrole                                             |
| Silverlaurel (1939)         | Royaume-Uni | 6142    | Loch Ewe             |                                                     |
| Samuel F. B. Morse (1942)   | États-Unis  | 7181    | Clyde                |                                                     |
| Empire Bittern (1902)       | Royaume-Uni | 8546    | Holyhead             |                                                     |
| Brant County (1915)         | Norvège     | 5001    | Belfast              | coulé le 10 mars par le U-757                       |
| Darien (1924)               | Panama      | 4281    | St. John's           | fournitures militaires                              |

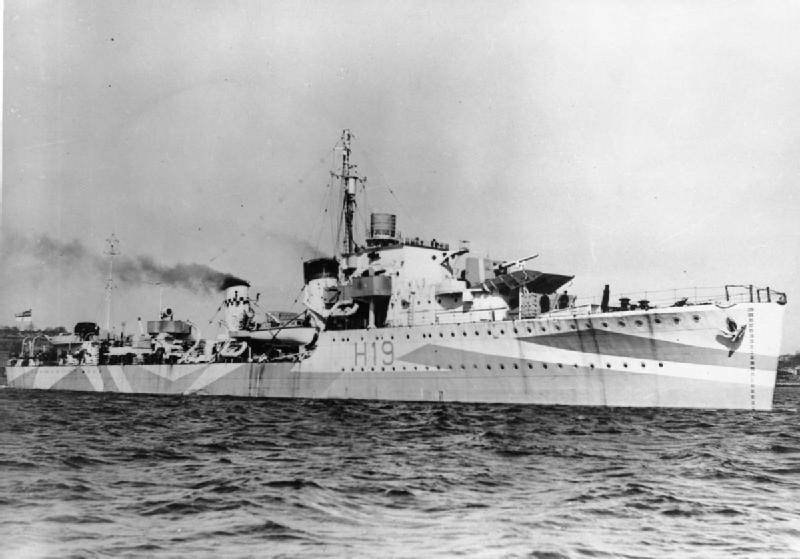
HMS Harvester (H19)

Le groupe B3 de la Mid-Ocean Escort Force rejoignit le convoi depuis Saint-Jean de Terre-Neuve. Le groupe d'escorte était dirigé par le commandant AA Tait du HMS Harvester ; les autres navires de ce groupe sont les destroyers HMS Escapade, ORP Burza et ORP Garland et les corvettes HMS Narcissus et les navires des FNFL Aconit, Renoncule et Roselys. Le groupe est soutenu par le porte-avions d'escorte USS Bogue et par deux destroyers qui quittèrent la base navale Argentia le 5 mars.
Trois lignes de patrouille de sous-marins allemands sont déployées contre eux dans l'Atlantique Nord, les Wildfang, Burggraf et Neuland. Seul le groupe de combat Neuland, reconfiguré, comprenant treize sous-marins, engage le HX-228.
Début mars, un U-Boot repère le convoi SC-121 (en), qui a plusieurs jours de navigation d'avance sur le HX-228. Les sous-marins l'engagent. L'Amirauté détourne alors le HX-228 vers le nord-est pour éviter le conflit, le conduisant directement dans le secteur de patrouille de la meute de loups gris Neuland.

## Attaque
Le 10 mars, le premier contact est établi par l'U-336, par gros temps. Pendant le reste de la journée, huit autres sous-marins reçurent l'ordre de le rejoindre. Au même moment, le mauvais temps force l'USS Bogue à se détacher, car il était impossible de faire décoller des avions dans la tempête. Il navigue alors pour retourner vers Argentia et ne prendra aucune part à l'action.
Le soir du 10/11 mars, lors d'une bourrasque de neige, les premières attaques ont lieu.
L’U-221 attaqua trois bâtiments, coulant deux navires de munitions, le Tucurinca et l'Andrea F. Luckenbach, et endommageant un troisième, le SS Lawton B. Evans. L'U-221 subit une vigoureuse  contre-attaque et battit en retraite pour réparer les dégâts.
L’U-444 et l’U-757 tirent tous les deux contre le William C Gorgas, qui fait marche arrière et coule.
L’U-757 tire également sur le Comté de Brant, qui transporte des munitions. Celui-ci prend feu et explosa, l'U-757 fut endommagé dans cette explosion et fut contraint de retourner à sa base. Il est ensuite attaqué, en compagnie de deux autres U-Boote, dans le golfe de Gascogne par la RAF, mais tous s'en sortent.
L’U-86 et l’U-406 ont tous deux revendiqué d'avoir touché des cibles en utilisant les nouvelles torpilles FAT à fil conducteur (G7e/T3). Le Jamaica Provider est endommagé lors de cette attaque.
Dans la matinée du 11 mars, le Harvester aperçut l’U-444 à la surface et se précipite pour l'attaquer. Il ouvre le feu puis le percute, subissant des dommages à ses hélices dans l'opération. Il était cru que le Harvester avait coulé l’U-444, mais ce dernier est retrouvé plus tard à la surface et achevé par la corvette française Aconit. Alors qu'il se trouve sur place, le Harvester repère et récupère 50 survivants du William Gorgas et un sous-marinier de l' U-444. En tentant de rejoindre le convoi, ses moteurs tombent en panne et il appelle l'Aconit pour obtenir de l'aide. Alors que le Harvester reste immobile sans défense, il est aperçu et torpillé par l’U-432 ; il coule avec 149 marins à bord, dont le commandant Tait.
Arrivé sur les lieux, l’Aconit obtient un contact Asdic du U-432 qui se tient immobile sous l'eau, à profondeur périscopique, son commandant et son équipage célébrant leur victoire. L'Aconit l'attaque avec des grenades sous-marines, l'expulsant à la surface et le coulant ensuite au canon.
L’Aconit récupére 20 survivants de l' U-432, 48 du Harvester, 12 du William C Gorgas et un sous-marinier de l' U-444, pour rejoindre les trois précédemment récupérés.
Malgré d'autres actions ce jour-là et dans la nuit du 11 au 12 mars, il n'y a eu aucune autre perte de part et d'autre et le 12 mars, l'amiral Karl Dönitz, le Befehlshaber der U-Boote (commandant en chef des U-Boote), mettent fin à l'attaque.
Le convoi HX-228 arrive sans autre perte à Liverpool le 15 mars 1943.

## Conclusion
Le HX 228 ne peut être considéré comme une victoire pour aucun des deux camps. Le convoi avait perdu quatre navires de transport et un navire de guerre, ainsi que le commandant Tait, un commandant efficace et très respecté du groupe d'escorte. La meute de loups Neuland avait perdu deux sous-marins, ce qui était potentiellement proportionnellement plus ruineux.

## Tableaux
Navires marchands alliés coulés
| Date         | Nom                 | Nationalité | Victimes | Tonnage | Coulé par. . . |
| ------------ | ------------------- | ----------- | -------- | ------- | -------------- |
| 10 mars 1943 | Tucurinca           | Royaume-Uni | 1        | 5 412   | U-221          |
| 10 mars 1943 | Andrea F Luckenbach | États-Unis  | 21       | 6 565   | U-221          |
| 11 mars 1943 | Comté de Brant      | Norvège     | 6        | 5 001   | U-757          |
| 11 mars 1943 | Guillaume C Gorgas  | États-Unis  | ?55      | 7 197   | U-444, U-757   |

Navires de guerre alliés coulés
| Date         | Nom                 | Nationalité | Victimes | Taper                 | Coulé par |
| ------------ | ------------------- | ----------- | -------- | --------------------- | --------- |
| 11 mars 1943 | HMS Harvester (H19) | Royaume-Uni | 149      | Destroyer de classe H | U-432     |

U-boot détruits
| Date         | Numéro | Taper | Emplacement                                         | Victimes | Coulé par                                                   |
| ------------ | ------ | ----- | --------------------------------------------------- | -------- | ----------------------------------------------------------- |
| 11 mars 1943 | U-444  | VIIC  | Atlantique Nord 51°14′N 29°18′W / 51.233°N 29.300°W | 41       | chargé en profondeur et percuté par le Harvester, l'Aconit, |
| 11 mars 1943 | U-432  | VIIC  | Atlantique Nord 51°35′N 28°20′W / 51.583°N 28.333°W | 20       | grenades sous-marines, tir de canon par l'Aconit,           |

## Remarques
1. ↑  Niestle 1998, p. 65.
2. 1 2  Kemp 1997, p. 106.
3. ↑  Niestle 1998, p. 64.